# Бычьи головы
«Бычьи головы» (рум. Cap de bour) — филателистическое название редких и оригинальных по своему исполнению первых стандартных почтовых марок Молдавского княжества 1858 года, мотивом рисунка которых служит голова быка (зубра или тура). Одновременно считаются первыми марками Румынии.

## Описание
Первые молдавские марки были отпечатаны на цветной рифлёной бумаге (верже) маленьким тиражом:
- марка номиналом в 27 парале в чёрном цвете на слегка тонированной розовой бумаге с вертикальными полосками рифления — тиражом 6 тысяч;
- миниатюра номиналом в 54 парале, исполненная в голубом цвете на зеленоватой бумаге с горизонтальными полосками рифления, — 10 тысяч;
- знак номиналом в 81 парале в голубом цвете на голубоватой бумаге с горизонтальными полосками рифления — 2 тысячи и
- марка номиналом в 108 парале в голубом цвете на бледно-розовой бумаге — тиражом 6 тысяч.

Надпись на марках рум. «Порто скрисори», выполненная кириллицей, переводится как «доставка письма».
На марках помещены в круге голова быка со звездой и почтовый рожок. Рисунок бычьей головы является воспроизведением исторического герба Молдовы, запечатлённого на гербах Молдавского княжества, Бессарабской области, Бессарабской губернии и современной Республики Молдова:

Исторический флаг и герб Молдавского княжества (XV—XVI века́)
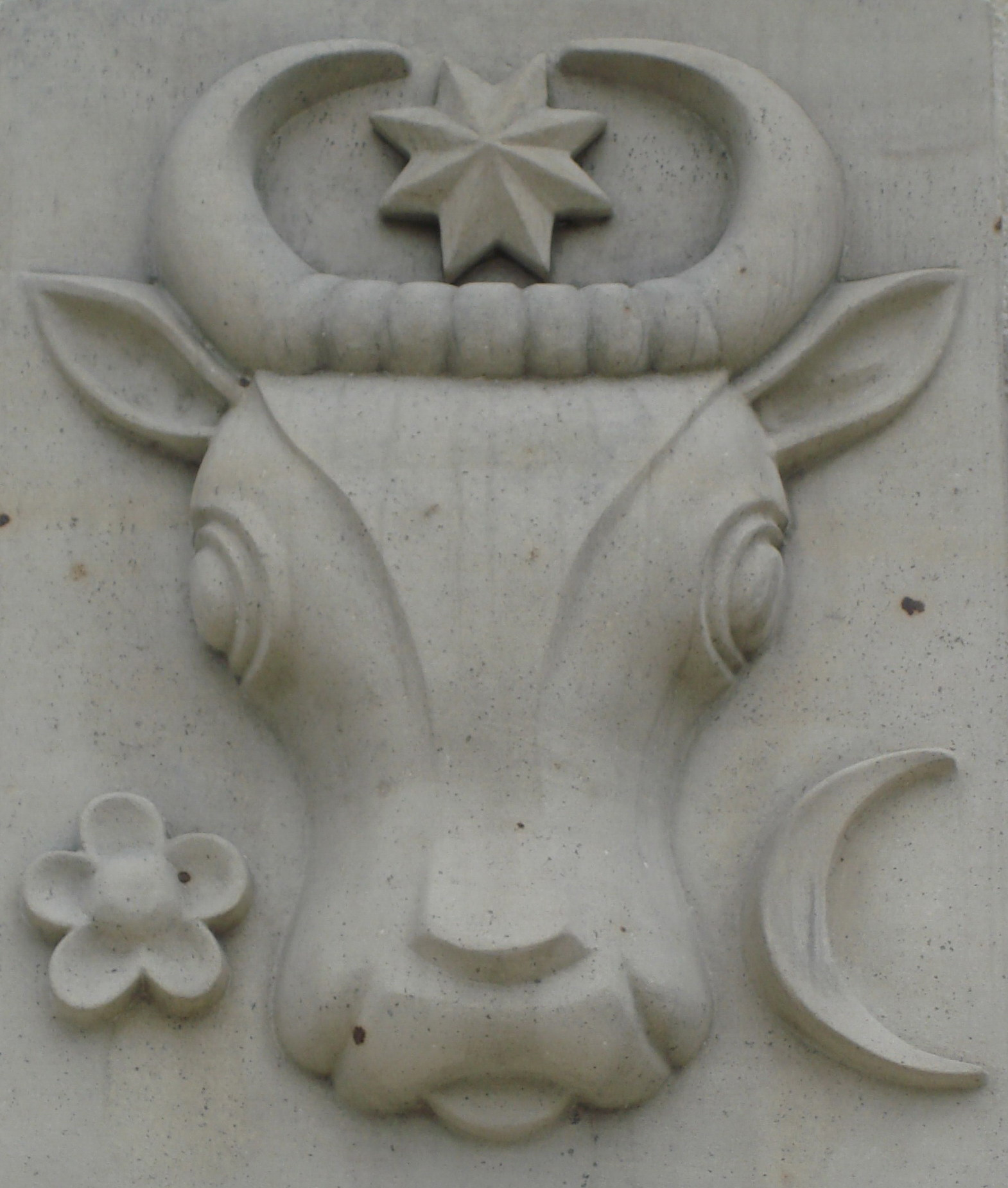
Герб Молдавского княжества, изображённый на памятнике Стефану III Великому (1457—1504) в Кишинёве
Герб Бессарабской губернии (1878—1917)
Герб Республики Молдова,  утверждённый 3 ноября 1990 года

В листе насчитывалось 32 марки. Причём в каждом листе оказалось восемь тет-бешей из-за необходимости поворота листа бумаги во время печати. Все выпущенные марки предназначались для пересылки почтовых отправлений внутри страны: пересылка за границу осуществлялась через австрийские почтовые бюро, функционировавшие в большинстве крупных городов княжества.
Вторая серия «Бычьих голов», с изменёнными номиналами и рисунком, состояла из трёх марок: 5 парале в чёрном цвете, 40 парале — в синем и 80 парале, исполненная в кирпично-красном цвете. Надпись на марках «Porto scrisorei» выполнена латиницей, а номинал — кириллицей.

Вторая серия почтовых марок Молдавского княжества (1858)
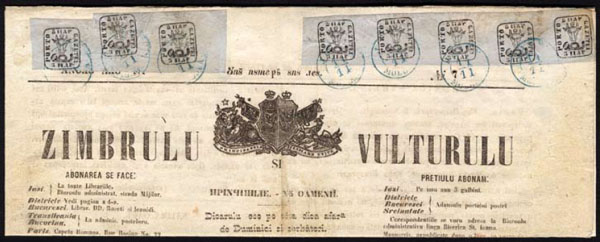
Молдавская газета «Зубр и Орёл» («Zimbrulu și Vulturulu»)[англ.], вторая половина XIX века), франкированная марками номиналом в 5 парале
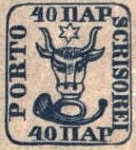
Чистая марка номиналом в 40 парале
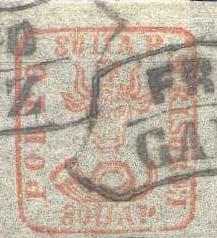
Марка номиналом в 80 парале, прошедшая почтовое гашение в Галаце

## История
Свои первые марки княжество выпустило 15 июля 1858 года (по другим данным, 22 июля). Они были изготовлены в типографии столицы княжества — Ясс (ныне в составе Румынии). До сих пор остаётся неразгаданным, печатались ли эти марки с помощью обычного штамповочного пресса, как это делалось в типографии по изданию служебных печатей, или же они были изготовлены ручным штемпелем. Каталог «Скотт» отдаёт предпочтение второму варианту.
1 ноября того же года в обращении появилась вторая серия с изменёнными номиналами.

## Редкость и ценность
Редкость «Бычьих голов» первого выпуска определяется не только их своеобразием и малыми тиражами, но и очень кратким периодом их использования. В связи с бурными политическими событиями в этом районе Европы и введением в княжестве новых почтовых тарифов уже с 31 октября 1858 года они были объявлены недействительными, а остатки их тиражей были уничтожены.
Известно, что знаменитый немецкий коллекционер Карл Линденберг (1850—1928) подарил Берлинскому имперскому музею почты (нем. Reichspostmuseum) конверт с молдавскими «Бычьими головами».
Из приблизительно 24 тысяч выпущенных марок сохранилось лишь 724, в том числе 89 — на конвертах. Считаются раритетами. Оригинальные клише были обнаружены в 1940 году и впоследствии помещены в Музей почты Румынии.
По состоянию на февраль 2008 года, самой дорогой маркой этого выпуска был очень хорошо сохранившийся чистый экземпляр номиналом в 27 парале. Он оценивался в 135 тысяч швейцарских франков. В 2006 году экземпляр газеты «Зубр и Орёл» («Zimbrulu și Vulturulu»), франкированный марками номиналом в 5 парале, оценивался в 5 миллионов долларов США и являлся самой дорогой газетой в мире.

## Память
Изображения «Бычьих голов» неоднократно появлялись на румынских почтовых марках, а позднее и на марках Молдавии.
Румынская почта приурочивала памятные выпуски в честь первых марок этого государства. Первый из них выходил к столетнему юбилею в 1958 году и включал марку и блок, на котором был изображён единственный сохранившийся тет-беш. В связи со 150-летием марок Молдавского княжества в 2008 году была организована национальная филателистическая выставка «Эфиро 2008». На марке 2007 года, посвящённой этой выставке, была запечатлена первая марка второй серии «Бычьих голов».
В 1998 и 2008 годах почтовой администрацией современной Молдавии делались коммеморативные выпуски по случаю соответственно 140- и 150-летия с момента выхода в свет первых молдавских марок.

«Бычьи головы» на современных коммеморативных марках Молдавии и Румынии
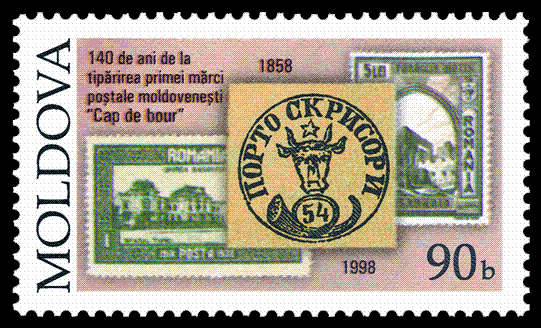
Молдавия (1998): 90 баней
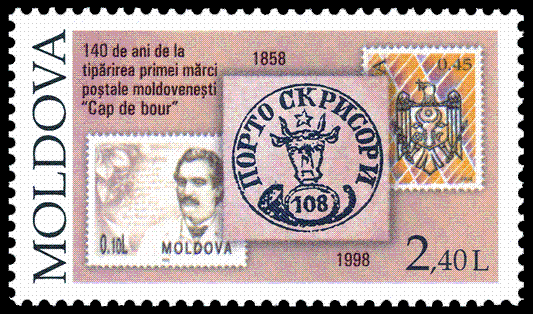
То же: 2,40 лея
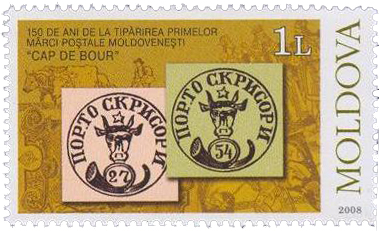
Молдавия (2008): 1 лей
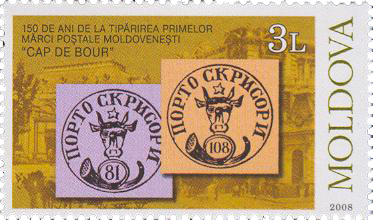
То же: 3 лея
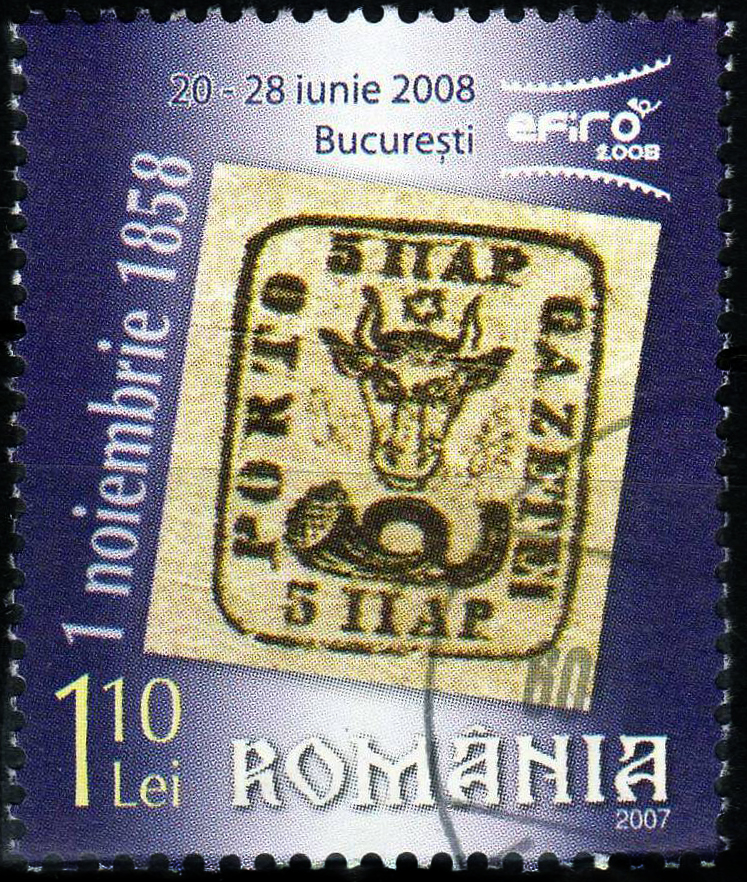
Румыния (2007): 1,10 лея

## Прочее
Одна из редких марок первого выпуска «Бычьих голов», наряду с двумя другими раритетами — «Жёлтым трёхскиллинговиком» и «Гавайскими миссионерами», фигурирует в фильме «Шарада» с участием Одри Хепбёрн (1963), где молдавская почтовая миниатюра была оценена в 100 000 долларов США. Причём в кинокартине изображены не настоящие марки, а их искусные имитации с номиналами, превышающими реальные на единицу. Так, «Бычья голова» в 81 парале, имевшая самый маленький из всей серии тираж, была «превращена» создателями фильма в несуществовавшую марку номиналом в 82 парале.